# La Duquessa d'Alba i la Beata
El retrat La duquessa d'Alba i la Beata, també anomenat La Duquessa d'Alba espantant la beata, és un quadre de Francisco de Goya. Va pertànyer a una col·lecció particular i posteriorment va ser adquirit pel Museu del Prado. Té una inscripció en l'angle inferior dret que detalla la data d'acabament, «Goya any 1795». Es considera que la duquessa d'Alba i la Beata forma part dels "caprichos" de Goya i va ser pintada poc després de quedar sord.

## El quadre
Representa la Duquessa, María del Pilar Teresa Cayetana de Silva y Álvarez de Toledo, 13a duquessa d'Alba, que s'acosta de manera juganera cap a la seva criada (o duena) Rafaela Luisa Velázquez (coneguda com "la Beata"), que s'allunya. María sosté un cordó vermell sota la barbeta de la dona gran, que sembla espantar-la mentre retrocedeix i s'inclina cap enrere, amb els ulls en blanc d'horror simulat,
És destacable al quadre, a més de l'inusual tema desenfadat i íntim, l'avenç de la tècnica goyesca, molt més solta i lliure que en altres obres de caràcter oficial o representatiu. És cridanera també l'escassa referència espacial, remarcant la presència de les figures sobre un fons a penes suggerit. L'obra fa parella amb una altra en què apareix la mateixa serventa anciana embromada amb els nens María de la Luz, negreta fillola de la duquessa, i Luis de Berganza, fill del majordom.
La XIII Duquessa d'Alba estava casada des del 15 de gener de 1775 amb José Álvarez de Toledo y Gonzaga, el fill primogènit dels Marquesos de Villafranca, al qual Goya retratà aquell mateix any de 1795.